# آی‌ان‌اس راجپوت (دی۵۱)
آی‌ان‌اس راجپوت (دی۵۱) (به انگلیسی: INS Rajput (D51)) یک کشتی است که طول آن ۱۴۷ متر (۴۸۲ فوت) می‌باشد. این کشتی در سال ۱۹۷۷ ساخته شد.